# Свобода или смърт (газета)
«Свобода или смърт» («Свобода або смерть») — болгарська газета, нелегальний друкований орган Внутрішньої македонської революційної організації, що виходила в 1924—1934 рр.

## Випуски
| Річниця | Випуск    | Дата                            |
| ------- | --------- | ------------------------------- |
| I       | 1 — 24    | 10 грудня 1924 — 15 грудня 1925 |
| II      | 25 — 46   | 1 січня 1926 — 6 грудня 1926    |
| III     | 47 — 61   | 5 січня 1927 — 19 грудня 1927   |
| IV      | 62-84     | 5 січня 1928 — 18 грудня 1928   |
| V       | 85 — 107  | 20 лютого 1929—1929             |
| VI      | 108-122   | 15 січня 1930 — грудень 1930    |
| VII     | 123 — 130 | січень 1931 — вересень 1931     |
| VIII    | 131-138   | січень 1932 — грудень 1932      |
| IX      | 139-144   | січень 1933 — грудень 1933      |
| X.      | 145-150   | березень 1934—1934              |

До 1929 року газета виходила двічі на місяць, а з 1930 — раз на місяць. Наклад коливався від 3000 до 6000 примірників. Випуски 103, 107, 148—150 не знайдено. Впродовж 5 років редактором газети був Коста Царнушанов. 150 випусків видали Аспарух Мініков, Димитар Дражев та Спіро Недков. 147 — Димітар Курін. Газета виходила у друкарні «Овчаров».

## Політика
Випуск № 1 «Свобода или смърт» оголосив програму газети:
| « | „Свобода или смърт“. В історії громадських рухів не існує такого короткого і активного гасла. Тридцять років воно завжди незмінно було на прапорі ВМОРО. Це не партійна програма, що гуртує воїнів за владу… Любов до Македонії, любов безкорислива і нерентабельна, як і готовність жертвувати собою за неї… Під її широким і могутнім крилом для вірної і братської служби зібралися і болгарин, і волох, і турок, і албанець… | » |

Газета боролася за звільнення і возз'єднання Македонії. Її основною метою була публікація інформації про тяжке становище македонських болгар під сербською та грецькою владою, а також про діяльність революційної організації. Вона опублікувала прохання македонського болгарського населення до Ліги Націй, поінформувала про роботу VIII конгресу ВМОРО в 1932 р. та Велику Македонську Раду в 1933, опублікувала офіційні документи ЦК ВМОРО, звіти про бої груп ВМОРО Петра Станчева, Петра Костова. Газета також публікувала інформацію про діяльність легальних македонських організацій — Благодійних Братств, Македонської Спілки Молоді, Македонської Спілки жінок і Болгарських емігрантських організацій у США та Канаді. Газета вів полеміку з сербськими македонськими газетами «Южна звезда» (1922-1926) і «Вардар» (1932-1936) і спростовувала хибні твердження сербської преси про ситуацію в Македонії.
Що стосується зовнішньополітичних аспектів руху, газета категорично відкидала ідеї Балканської федерації (1930) як засобу вирішення македонського питання, показувала безглуздість режимів у Королівстві Югославія та Греції, утверджуючи позицію ВМОРО щодо недосконалих відносин з Югославією та Грецією і твердо боролася проти ідеї Інтегральної Югославії.
| « | Моральна отрута, що приходить до нас сьогодні, — це „Югославія“… ми не дозволяємо болгарам, що походять з вільного царства, шукати самогубства як народ. Можливо, деякі з їхніх духовних і політичних лідерів цього хочуть. А Коста Тодоров точно хоче. Але ми, македонські болгари, цього не хочемо, і знайдемо шляхи і сили, щоб зберегти наше болгарське життя. | » |

Газета також виступала проти втручання Комуністичного Інтернаціоналу в справи македонської революційної організації і за співпрацю з хорватським визвольним рухом.
Газета в перші роки свого виходу перебувала під впливом члена ЦК ВМОРО генерала Александра Протоґерова і атакувала лівих в революційному русі — Димитара Влахова, Георгія Занкова. Після вбивства Протогерова в 1928 протогерістське крило видавало власну газету «Свобода или смърт» паралельно до 1930-х років, після того, як Прогресивний VII конгрес був перейменований на «Революционен лист». Старий журнал почав стежити за михайлівським крилом організації і виступав проти діяльності Георгія Баждарова, Кирила Парлічева, Наума Томалевського, Георгія Попхристова.
Газета перестає видаватися після заборони ВМОРО і «Уряду 19 травня» в 1934.

## Галерея

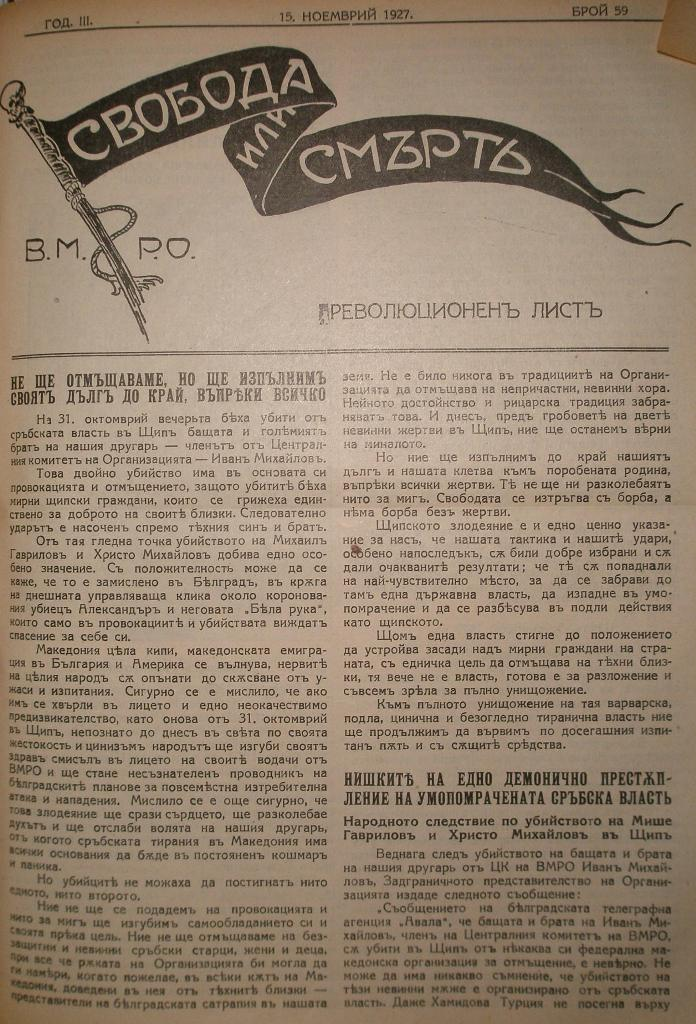
Випуск №59, 15 листопада 1927 р
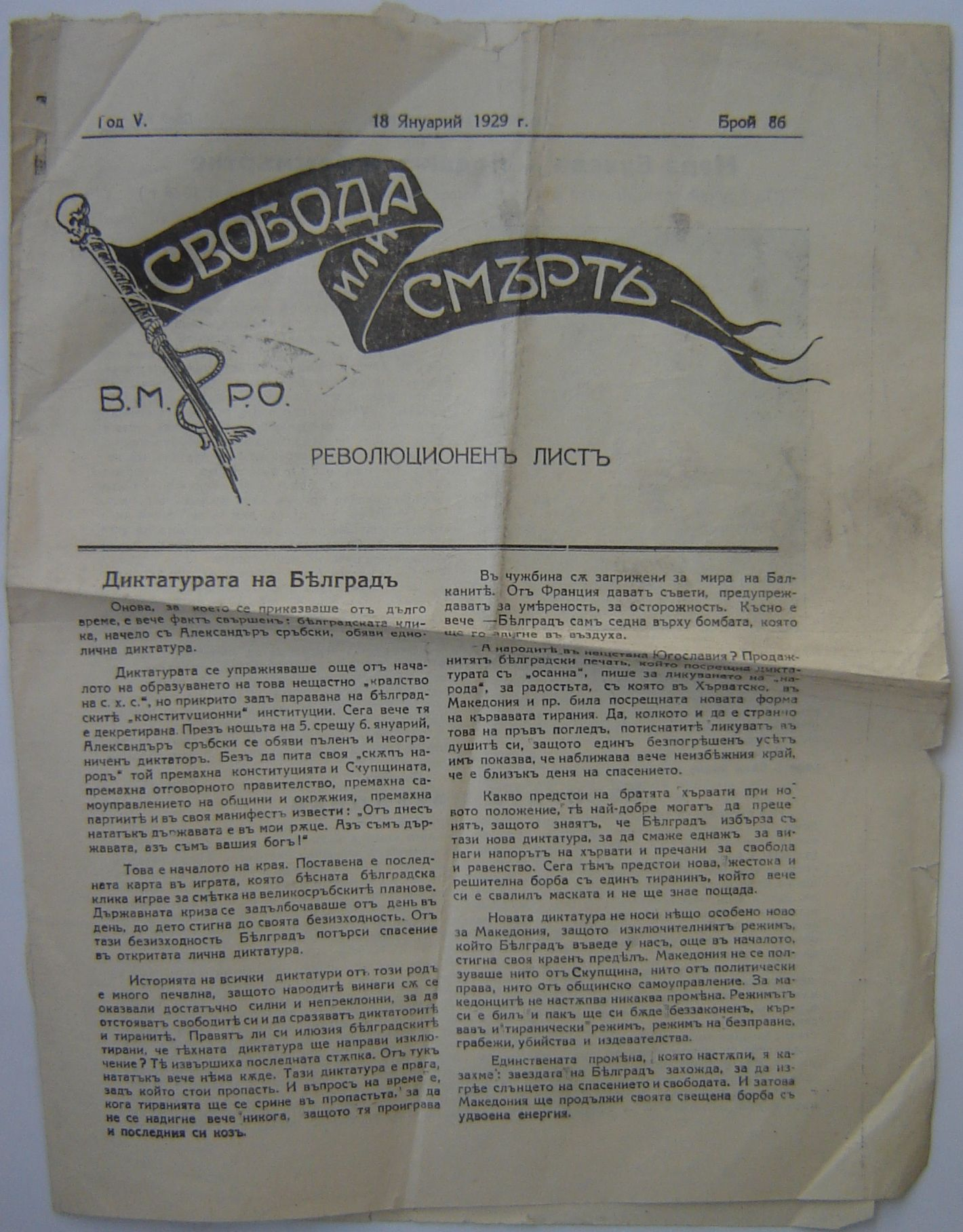
Випуск №86, 18 січня 1929 р
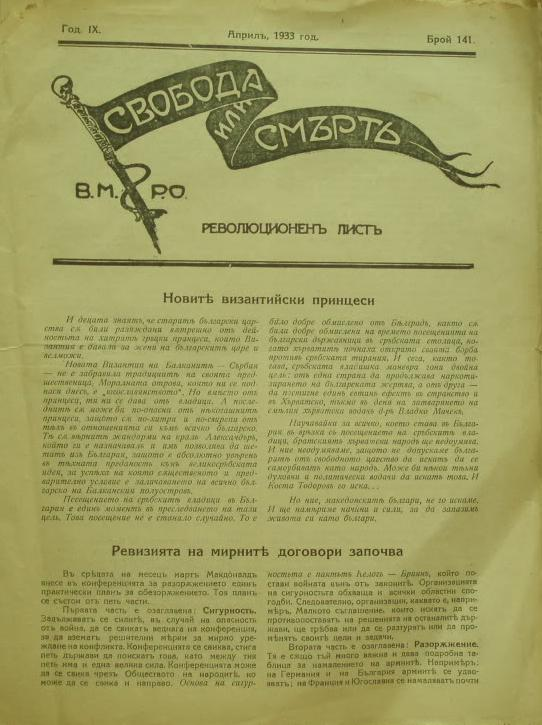
Випуск № 141, квітень 1933